# 14727 Suggs
14727 Suggs è un asteroide della fascia principale. Scoperto nel 2000, presenta un'orbita caratterizzata da un semiasse maggiore pari a 2,2837655 UA e da un'eccentricità di 0,1019648, inclinata di 3,67696° rispetto all'eclittica.
L'asteroide è dedicato a Robert Michael Suggs.